# Mouvement patriotique (Finlande)
Pour les articles homonymes, voir Mouvement patriotique.

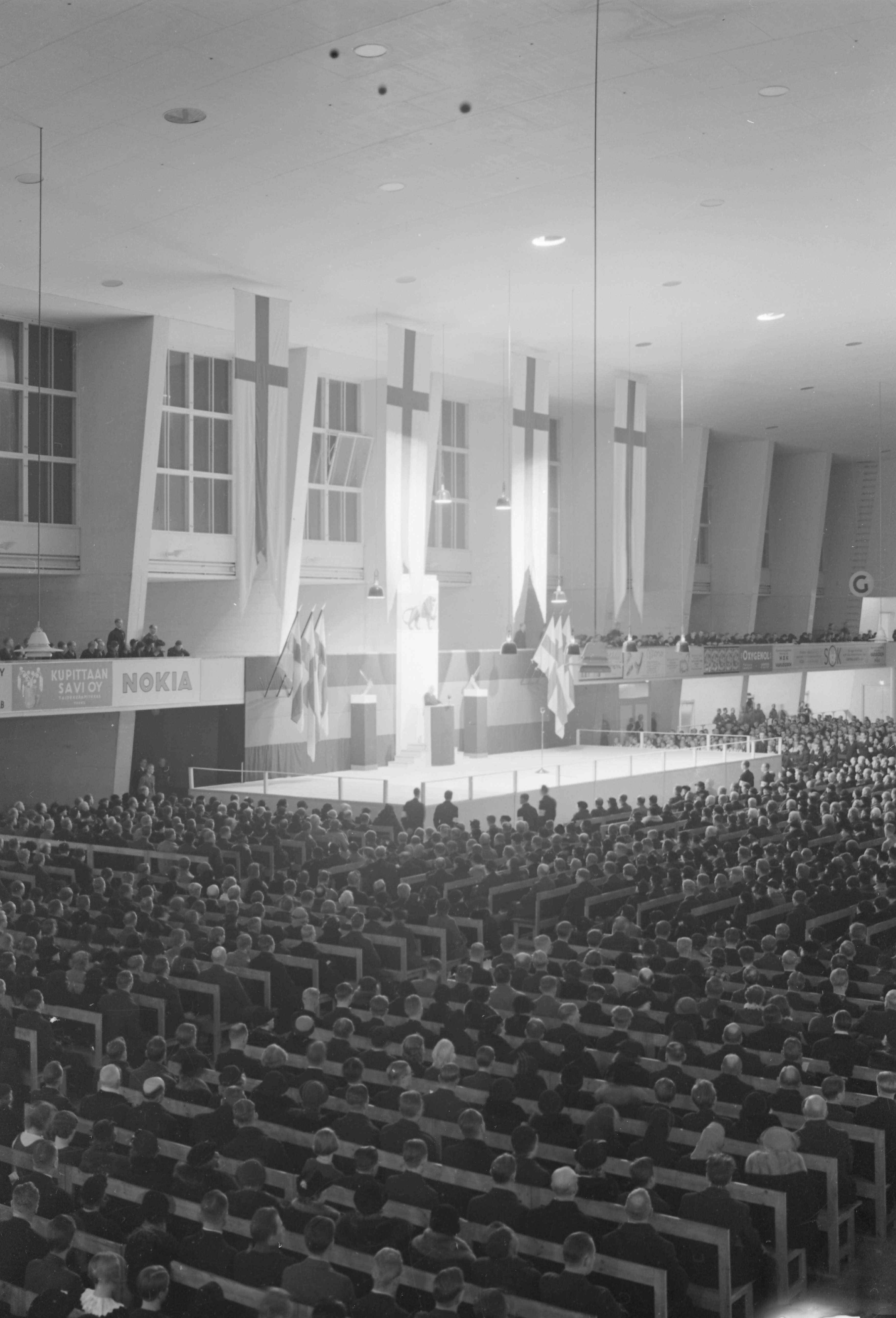
Réunion officielle du Mouvement populaire patriotique en octobre 1936 au hall d'exposition d'Helsinki.

Le Mouvement patriotique (en finnois Isänmaallinen kansanliike) était un mouvement nationaliste et anti-communiste finlandais créé en 1932, qui succéda au Mouvement de Lapua, devenu illégal. Son but était de construire la Grande Finlande. Le mouvement fut dissous en 1944, à la suite de l'armistice entre le gouvernement finlandais et l'URSS. Il était de tendance nationaliste et anti-communiste, avec des influences fascistes. De nombreux membres du parti étaient des pasteurs, influencés par le Réveil finlandais.

## Élections

### Législatives
| Année | Sièges | Voix   | Voix   |
| ----- | ------ | ------ | ------ |
| 1933  | 14     |        |        |
| 1936  | 14     | 97 891 | 8,34 % |
| 1939  | 8      | 86 219 | 6,65 % |

### Présidentielles
| Année | Grands électeurs | Voix   | Voix  |
| ----- | ---------------- | ------ | ----- |
| 1937  | 23               | 90 378 | 8,1 % |

## Députés du mouvement
- Reino Ala-Kulju (1932-1939, puis Kok.)
- Vilho Annala (1933-1945)
- Reino Cederberg (1942-1945)
- Sakari Honkala (1933-1936)
- Kustaa Jussila (1936-1939)
- Rauno Kallia (1939-1945)
- K. R. Kares (auparavant Kok., 1933-1942)
- Yrjö Kivenoja (1933-1936)
- Arvi Malmivaara (1935-1939)
- Iisakki Nikkola (1933-1945, puis Kok.)
- Hilja Riipinen (auparavant Kok., 1933-1939)
- Yrjö R. Saarinen (1936-1945)
- Bruno A. Salmiala (1933-1945)
- Kaarlo Salovaara (1936-1939)
- Yrjö Schildt (1933-1936, puis ML)
- Elias Simojoki (1933-1939)
- Arne Somersalo (1933-1936)
- Paavo Susitaival (1939-1940)
- Leonard Pietari Tapaninen  (1933-1936)
- Eino Tuomivaara (1933-1939, 1941-1945)
- Pauli Tuorila (1936-1939)
- J. V. Wainio (1933-1945)